# 河内長野ガス
河内長野ガス株式会社（かわちながのガス）は、大阪府河内長野市に本社を置く一般都市ガス事業者である。河内長野市を供給エリアとしている。設備投資の失敗やオイルショックの影響などにより、1974年に会社整理の申し立て、1977年に更生手続き開始の申し立てをして一度は倒産した。その後大阪ガスの支援や、清見台や南海美加の台等の新興住宅地で大手プロパンガス業者を押さえ都市ガス導入に成功した事などにより、当初の予定より5年早い1992年に更生手続きを終結、再建を果たした。

## 営業エリア
- 河内長野市

## 沿革
- 1961年（昭和36年）9月- 設立
- 1962年（昭和37年）7月- 事業開始、需要家件数172戸
- 1973年（昭和48年）2月- 需要家件数　5,000戸
- 1974年（昭和49年）9月- 会社整理申し立て
- 1977年（昭和52年）8月- 会社更生手続き開始
- 1985年（昭和60年）1月- リビングセンター竣工
- 1991年（平成3年）1月- ブタンエアーガス6A（7,000kcal）から天然ガス13A（11,000kca1）へ熱量変更作業開始 同年3月- 全戸　天然ガス13Aへ熱量変更完了
- 1992年（平成4年）2月13日- 会社更生手続終結
- 1994年（平成6年）2月- リビングセンター増築竣工
- 1996年（平成8年）12月- 供給管理センター　竣工
- 2007年（平成19年）3月- 需要家件数　21,624戸

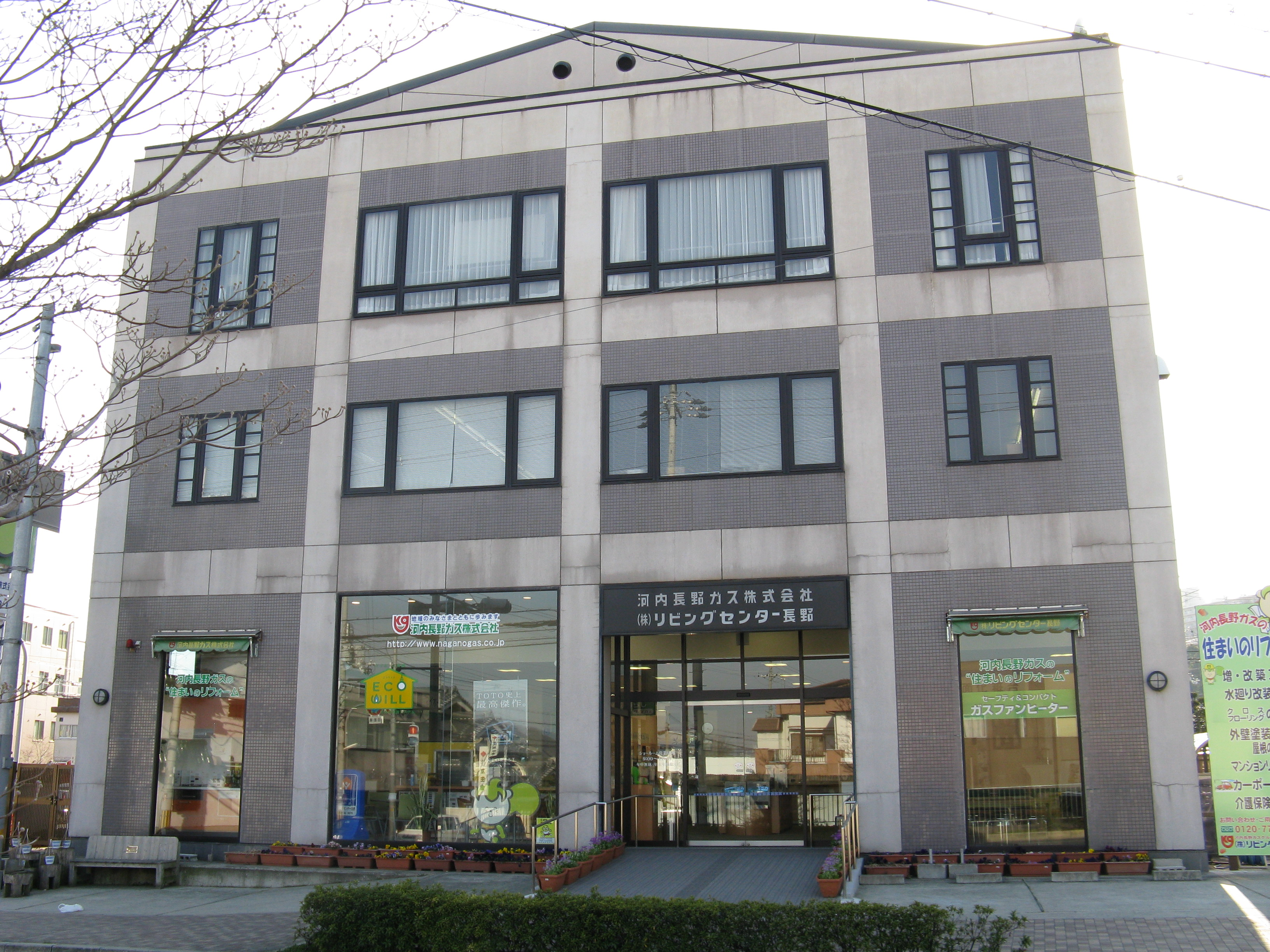
社屋
ガスタンク